# Xinzhuang (sockenhuvudort i Kina, Jiangsu Sheng, lat 31,35, long 119,91)
Xinzhuang (kinesiska: 新庄, 新庄街道) är en sockenhuvudort i Kina. Den ligger i provinsen Jiangsu, i den östra delen av landet, omkring 130 kilometer sydost om provinshuvudstaden Nanjing. Antalet invånare är 32 830. Befolkningen består av 16 052 kvinnor och 16 778 män. Barn under 15 år utgör 9,0 %, vuxna 15-64 år 77 %, och äldre över 65 år 13,0 %.
Runt Xinzhuang är det tätbefolkat, med 286 invånare per kvadratkilometer. Närmaste större samhälle är Dingshu, 12,1 km sydväst om Xinzhuang. Trakten runt Xinzhuang består till största delen av jordbruksmark.
Genomsnittlig årsnederbörd är 1 542 millimeter. Den regnigaste månaden är juli, med i genomsnitt 268 mm nederbörd, och den torraste är december, med 50 mm nederbörd.